# فیکس‌مای‌استریت
فیکس‌مای‌استریت یک وب‌گاه مای‌سوسایتی است که از طریق آن کاربران چاله‌ها، چراغ‌های شکستهٔ خیابان و مشکلات مشابه خیابان و جاده‌های بریتانیا را به شهرداری‌ها وسازمان‌های مرتبط گزارش می‌دهند و ببیند چه گزارش‌هایی در حال حاضر انجام شده‌است.
این نرم‌افزار پس از اینکه در بریتانیا به خوبی مورد استفاده قرار گرفت، توسط شهرهای دیگر هم مورد استفاده قرار گرفت. از این نمونه به شهر زوریخ، در سوئیس اشاره کرد.